# Difesa costiera di Genova
Nella sua storia infatti fu molto impegnata nella difesa della città e dei suoi possedimenti, che si estendevano in varie parti del Mediterraneo, come Corsica, Sardegna, Ucraina e Mar Egeo, dove Genova aveva possedimenti territoriali. Possedimenti che però erano poca cosa a confronto delle vaste aree di influenza bancaria ed economica, che i genovesi avevano sparse in Europa. La sua importanza militare ed economica tra alti e bassi, durò all'incirca dall'XI secolo, fino al 1797, quando Napoleone I costituì la Repubblica Ligure e mise fine all'Antica Repubblica.
In tutto questo periodo Genova fu nelle mire di conquista di molte nazioni, dalla Francia alla Spagna, e a testimonianza di ciò esistono ancora oggi, testi, manoscritti, disegni e soprattutto resti fisici di fortificazioni terrestri e marittime.
Batterie, bastioni, forti e torri si susseguirono nel corso dei secoli, e fondamentale fu la difesa costiera della città, in cui nei vari periodi i governatori, i dogi e gli stessi cittadini si prodigarono a finanziare e costruire per mantenere la Repubblica indipendente e orgogliosa della sua forza, che solo la crisi economico-politica e Napoleone Bonaparte, riuscirono a piegare. Quindi descrivere e narrare le vicende belliche e costruttive della difesa costiera della Repubblica, è proprio lo scopo che si prefigge questa voce.
La difesa costiera di Genova indica le fortificazioni e le strategie difensive adottate dalla città di Genova, nel corso della sua storia.
La città fu spesso sotto la costante minaccia di incursioni nemiche: francesi, spagnoli, inglesi e piemontesi hanno da sempre avuto mire di conquista sulla città, cingendola d'assedio, bombardandola e attaccando le sue coste. I genovesi hanno cercato di fronteggiare tale minaccia costruendo nei secoli una serie di fortificazioni difensive costiere, con mura, bastioni, porte, batterie, ostacoli marini, pontoni e quant'altro potesse difendere il territorio dal nemico.

## Le premesse teoriche della difesa costiera
Con questa frase l'ingegnere Gabriello Busca, nel suo trattato, pone il risalto una delle maggiori cause – la guerra di pirateria – che costringeva le popolazioni costiere ad escogitare ogni mezzo di difesa capace di affrontare una minaccia apparentemente perenne. Questa necessità fu un'esigenza vitale, che dalla seconda metà del Quattrocento al primo Seicento, in forme e modi diversi, affrontarono vari architetti militari. Il Busca tese a emanciparsi dal concetto di "città-darsena recinta", per proporre invece un sistema di torri d'avvistamento, batterie, fortezze e grandi torrioni con cannoniere "a pelo d'acqua", per sbarrare l'entrata nel porto.
Gerolamo Maggi, nella sua opera del 1564 Della fortificazione delle città..., Libro III, illustrò come a queste opere fortificative potesse integrarsi un ingegnoso sistema di sbarramento all'entrata del porto. Innanzitutto il Maggi consiglia di realizzare dei parapetti per cannoniere per offendere il nemico attaccante, e consiglia poi l'uso di ostacoli artificiali nascosti sott'acqua come catene e cassoni.

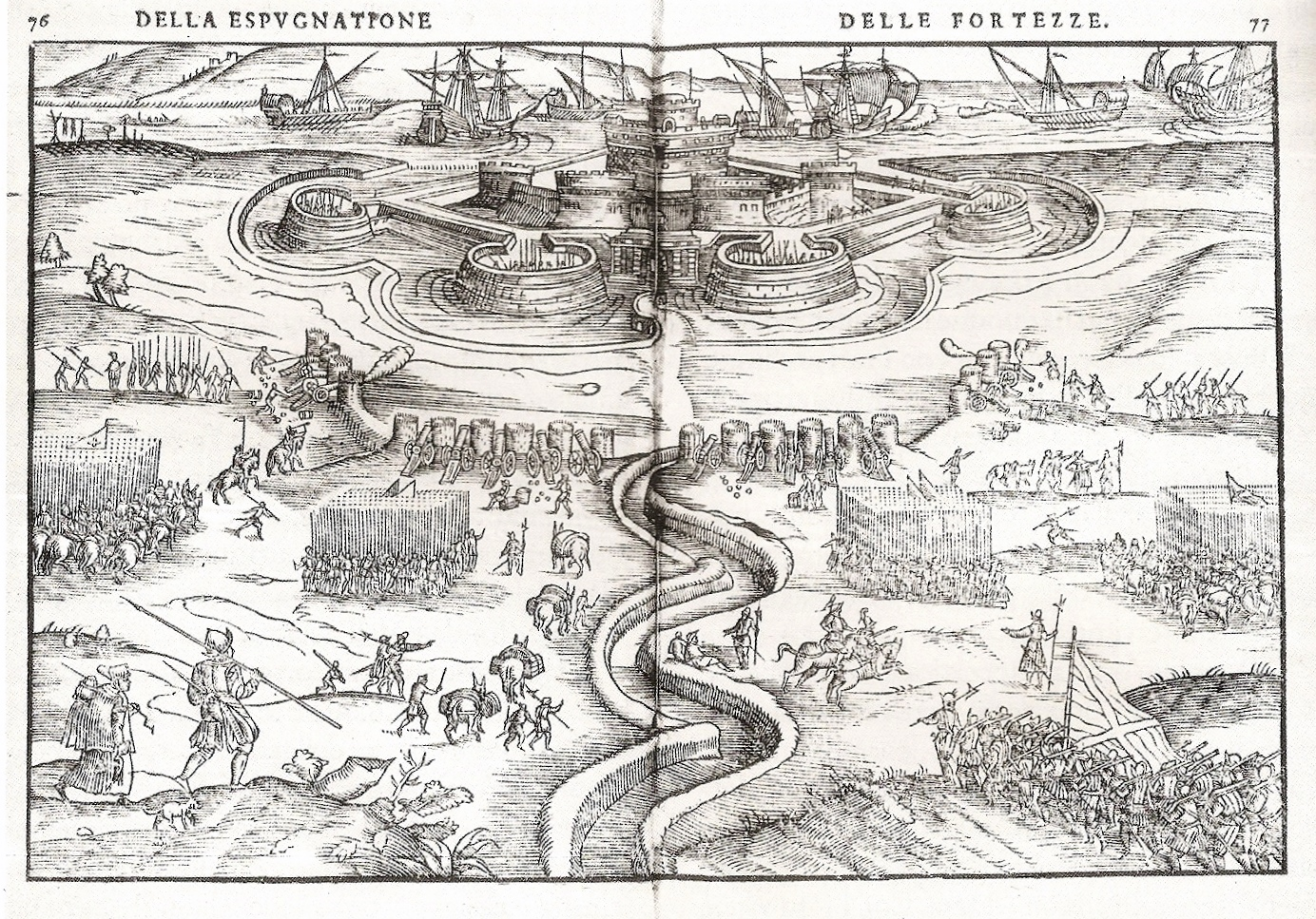
G. Busca - "Espugniazione di una fortezza in riva al mare"

Ma soprattutto il Maggi puntava sulla costituzione di quanto più imponente flotta da guerra, che fosse in grado di contrastare un attacco, ma che in primo luogo dissuadesse i nemici da un eventuale scontro.
I concetti del Busca e del Maggi esulano da un concetto di città fortezza, anzi, puntano a una difesa integrata e mobile, da attuarsi con il supporto navale e terrestre, e grazie a diversi punti d'avvistamento e batterie dislocate lungo una costa più ampia della sola zona cittadina.
Ma ancora nei primi decenni del Seicento, l'eredità del Rinascimento italiano, con il suo modello di città ideale, condizionava in Europa le scelte teoriche della difesa costiera delle città. Le opere teoriche erano ancora legate al concetto di difesa circoscritta fondata sull'applicazione della geometria e del calcolo matematico.
Molti autori ancora valutano l'arte delle fortificazioni come una disciplina scientifica, incontestabile, alla stregua di una legge matematica, con poligoni, bastioni simmetrici, modelli stereotipati e metodi costruttivi legati a concezioni ormai superate.
Antoine de Ville diede inizio alla promozione su basi scientifiche della fortificazione moderna, fu il primo a rinunciare al modello di città-portuale ideale, a favore di una difesa basata sull'analisi critica delle diverse situazioni ambientali
Il De Ville capisce che bisogna sfruttare le diverse situazioni geografiche in cui sono poste le città portuali, analizzando le situazioni, ed edificando fortezze e torrioni, sfruttando i rilievi le scogliere e i promontori che dominavano le coste, ed enunciando principi ugualmente validi, come il fiancheggiamento tra opere difensive e il dominio dall'alto sul porto.
Questo metodo fu utilizzato per molto tempo in molte città portuali europee, tra cui Genova, anche a causa della crescita delle flotte nazionali e il continuo progresso dell'artiglieria delle nazioni ostili alla Repubblica.
Le basi per la moderna tecnica difensiva erano gettate, e, d'ora in poi, innumerevoli scoperte e tecniche si susseguirono nel corso dei secoli nell'evoluzione delle tecniche difensive costiere.

## Le prime strutture di difesa del porto di Genova
Con l'espressione "difesa costiera di Genova" si intendono tutte quelle soluzioni che la città di Genova adottò – fin dai tempi dei primi insediamenti – allo scopo di difendere il suo golfo dagli attacchi nemici.
Fin dai tempi più remoti, le piccole o grandi comunità che traevano le loro risorse dal mare, hanno avuto a che fare con pirati, mercenari, ma anche con flotte navali di città o nazioni nemiche, che dal mare assediavano, razziavano o cercavano di conquistare le popolazioni marittime. La necessità di fronteggiare queste scorrerie piratesche e di difendersi da avversari con flotte navali, fu al centro delle architetture militari anche nella Repubblica di Genova, fin dall'alto Medioevo.
Già intorno all'anno mille, Genova si munì di un sistema difensivo, attorno al nucleo originario della città, focalizzato sul colle di Sarzano, dove fu eretta una prima cerchia di mura.
Nel corso dei secoli, l'abitato si sviluppò verso ponente, mentre le mura difensive venivano o ampliate, o ricostruite ex novo, cambiando conseguentemente anche i confini della città.
Verso la fine del Duecento, iniziò la costruzione delle prime opere fortificate lungo la riva, a difesa della costa e del porto.
Quindi, sul finire del XIII secolo, a partire dall'anno 1276 fu cinto di mura il borgo del Molo, che si protendeva sul mare.
Partendo dalla Chiesa delle Grazie, la linea muraria si allungò dietro la piazza dei Macelli e percorrendo la Malapaga raggiunse la torre del Molo, e di lì tornava a riunirsi con la vecchia cinta nel luogo detto Bordigotto, antistante la chiesa dei Santi Cosma e Damiano.
Un tratto delle citate Mura del Molo fu soprannominato appunto "Mura della Malapaga" in quanto partiva appunto dalle omonime carceri per i debitori inadempienti.
Per alcuni secoli, la difesa costiera di Genova fu limitata alla cinta di mura sopra descritta, ampliata solo con la costruzione di una cinta muraria, che in linea con l'ampliamento delle mura interne del 1320 difendeva la nuova Darsena, all'interno del porto, in quanto, insieme al Molo Vecchio, erano i più importanti scali commerciali del porto.
Ancora nel 1536 furono approvati nuovi lavori di ampliamento della cinta muraria intorno alla città, è in questo contesto che si fortificano, il Molo di S. Tommaso, la costa tra Carignano e il Molo Vecchio, e fu edificata su progetto dell'ingegner Galeazzo Alessi tra il 1550 e il 1553, la Porta del Molo (oggi erroneamente denominata Porta Siberia).
Dal 1577 la linea difensiva tra Porta del Molo, Mura della Malapaga e Mura delle Grazie, poi fino a Carignano fu modificata, ampliata e provvista di armamenti con la batteria della Malapaga incassate nelle omonime mura, la batteria delle Grazie e della Cava.
La cinta del 1536 era diventata, in un certo senso, "pericolosa" oltre che obsoleta e inadeguata ai progressi compiuti nel campo delle artiglierie; essa infatti seguiva fedelmente il perimetro dell'intero abitato.
Il nemico, accampandosi a poca distanza dalle mura, avrebbe facilmente recato danni alla popolazione con l'uso dell'artiglieria.
Fu dunque decisa la realizzazione di una nuova e possente cinta muraria (l'ultima) nel 1630, che sfruttava, secondo le nuove tecniche difensive, l'anfiteatro naturale con vertice il Forte Sperone, e scendeva lungo due crinali verso la foce del Bisagno e verso la Lanterna; lasciando l'abitato ben distante dalle mura in quanto la potenza sempre maggiore delle nuove artiglierie avrebbe facilmente causato danni alle case e ai suoi abitanti, se questi fossero rimasti ai margini delle mura.

## Il golfo di Genova tra XVII e XIX secolo

### L'assedio francese del 1684

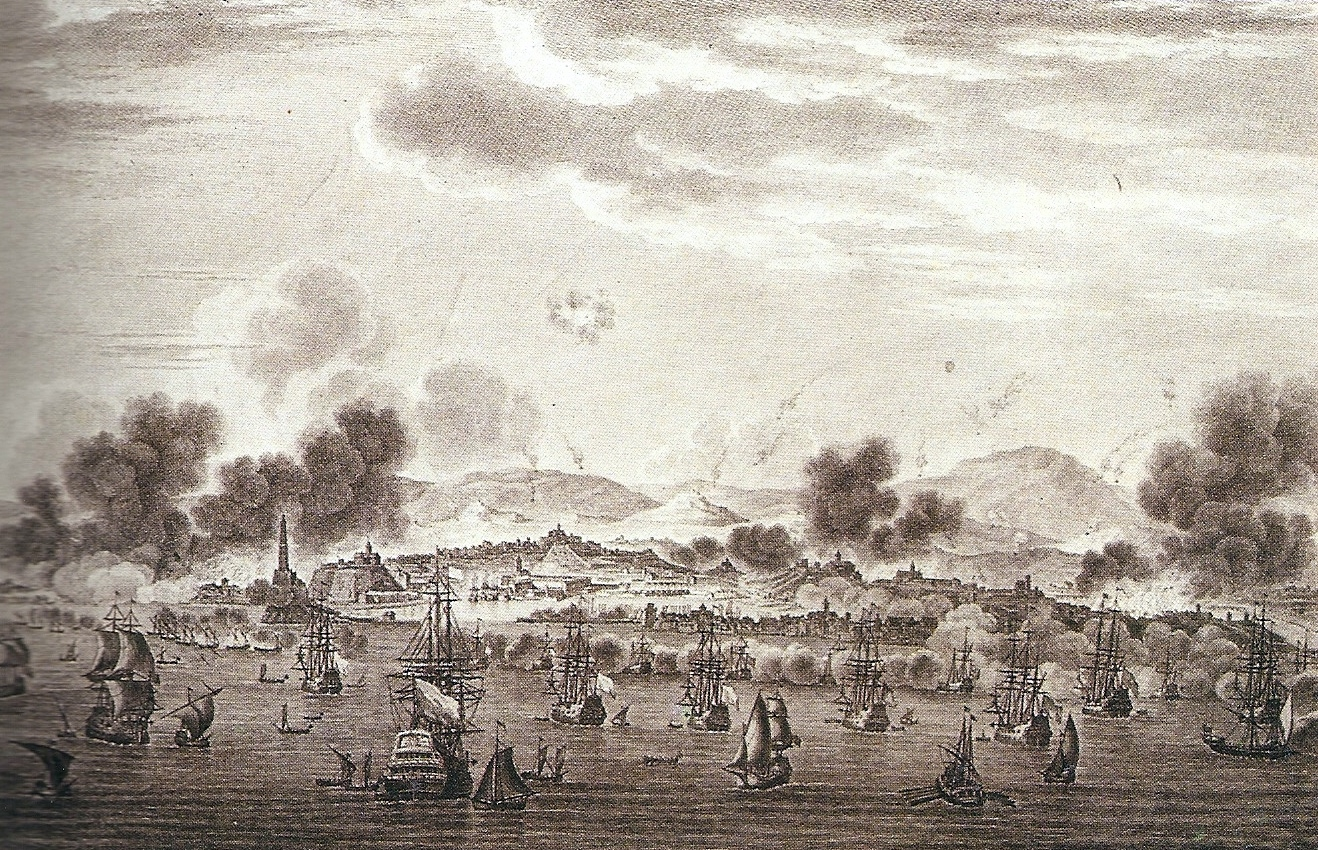
Bombardamento di Genova del maggio 1684

Le “Mura Nuove” costiere di Genova, dovettero però cedere sotto il bombardamento navale francese nel maggio 1684: la mattina del 17 maggio centosessanta navi francesi formarono uno schieramento dalla Lanterna alla Foce, per un totale di 756 bocche da fuoco, guardate ai lati da grosse imbarcazioni a remi, occupate da moschettieri in assetto da guerra.
Il bombardamento causò danni ingentissimi, soprattutto a causa dei nuovi mortai da 330 mm. 
Genova resistette, ma nel timore di un nuovo attacco, il Governo genovese si rivolse alla Santa Sede e a Papa Innocenzo XI preoccupato delle complicazioni diplomatiche con la Corte di Francia.
Durante questo assedio, comunque finito senza occupazione territoriale, furono chiari i limiti delle batterie costiere e in generale della difesa costiera del Golfo di Genova, i pezzi erano obsoleti e di scarsa portata, mentre l'artiglieria francese era nettamente superiore.

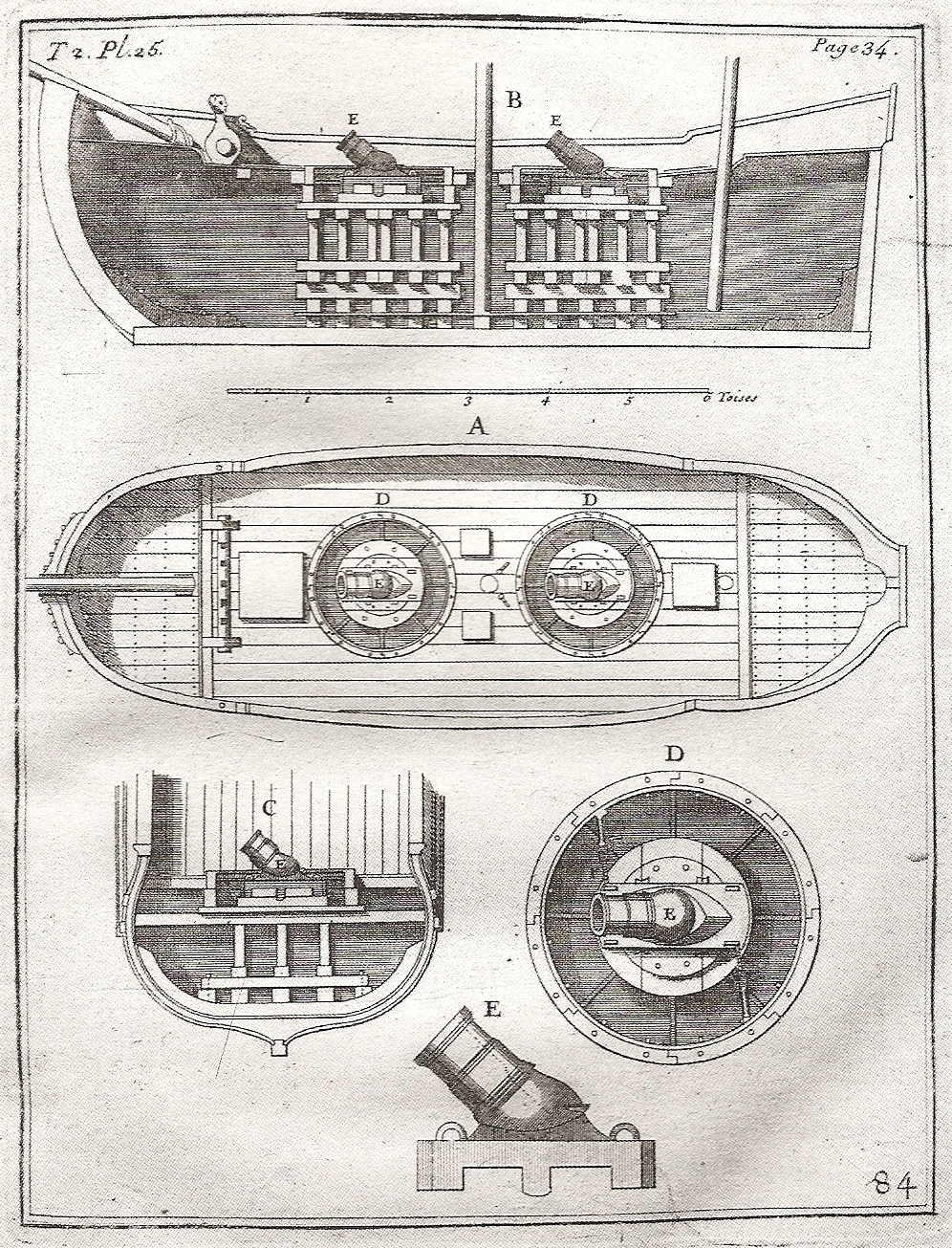
Pianta e sezione delle bombarde francesi

E leggendo una relazione sulla difesa genovese si evince che:
La relazione segnalava che comunque le navi francesi non si avvicinarono mai all'imboccatura del porto, guardate a vista dalle batterie della Lanterna e del Molo Vecchio, ma ciò non fu sufficiente a impedire alle nuove bombarde francesi, di colpire la città, con lanci che raggiunsero perfino il quartiere di Oregina.
Ma l'impreparazione del personale di difesa, era comunque mal supportato dall'approssimativa sistemazione di alcune batterie genovesi manovrate da artiglieri non capaci di affrontare le nuove tattiche di guerra e sfavoriti dalla presenza di pezzi con portata inferiore di quelli francesi.
Le batterie della Malapaga, della Lanterna, della Cava e della Strega, non furono mai in grado di impensierire la flotta francese, nonostante la strepitosa reazione, e il sistema di fortificazioni costiere ai margini, troppo a ridosso dei limiti cittadini, non fermarono due sbarchi, a Sampierdarena e alla Foce. Oltre 4.000 fanti francesi presero terra, e seppur ricacciati in mare dalla tenacità dei difensori, dimostrarono la pochezza delle difese.
Fondamentale fu anche la conoscenza, da parte francese, del fondale, delle coste, delle spiagge e delle difese costiere (numero, portata e cadenza di fuoco), fattori che permisero alla flotta di disporsi nel miglior modo per offendere e non essere offesa, al riparo dalle batterie genovesi.
Ma nonostante tutto, la vittoria navale francese, non fu supportata da una vittoria terrestre, gli sbarchi fallirono, la città tenne, e gli attaccanti furono costretti a ritirarsi dopo aver finito tutte le riserve di polvere da sparo.

### 1684-1745: Dalla pace alla guerra di Successione
In Francia il bombardamento divenne subito un avvenimento da esaltare monete di commemorazione, trattati, dipinti, stampe e incisioni, spopolavano in tutta la nazione, a dimostrazione della incredibile potenza marina che possedeva la Francia del re Luigi XIV.
In realtà però la potenza navale francese fu bloccata dall'assidua e tenace resistenza di una città con difese deboli e con poche risorse economiche, che per ragioni, che oggi chiameremmo di propaganda, fu invece rappresentata, alla popolazione francese, come una città inespugnabile, con mura gigantesche e difensori agguerriti. In questo modo si cercò di rendere meno evidente l'inefficacia dell'azione francese, nonostante l'impegno profuso.
Gli obbiettivi diplomatici nei periodi successivi compiuti dalla Repubblica, furono tutti convogliati verso il mantenimento dello stato di neutralità per uscire dai vari conflitti europei. Ma per fare questo, aveva bisogno di rinforzare e migliorare le sue difese su tutti i fronti, incrementando la flotta e migliorando le fortificazioni sia a terra che sul mare.
Tuttavia la politica aggressiva del Piemonte, e la perdita dell'alleato spagnolo troppo impegnato contro la Francia, fece crescere tra gli ambienti della Repubblica, il bisogno di una difesa più ampia della sola capitale, ma in funzione della sicurezza dell'intero dominio genovese.
Alcune parti del dominio, erano esposte alle offensive nemiche, e fu decisa una difesa dell'intero dominio suddiviso in tre settori:
- Difesa della Riviera di Ponente
- Difesa della Riviera di Levante
- Difesa della città Capitale

alle quali erano unite fortificazioni dell'Oltregiogo, disposte lungo le direttrici del Monferrato e dalla Lombardia che scendevano verso Genova.
Settori come si può capire con enormi differenze geografiche e morfologiche, oltre che politiche, che richiedevano ognuna diverse opere fortificate.

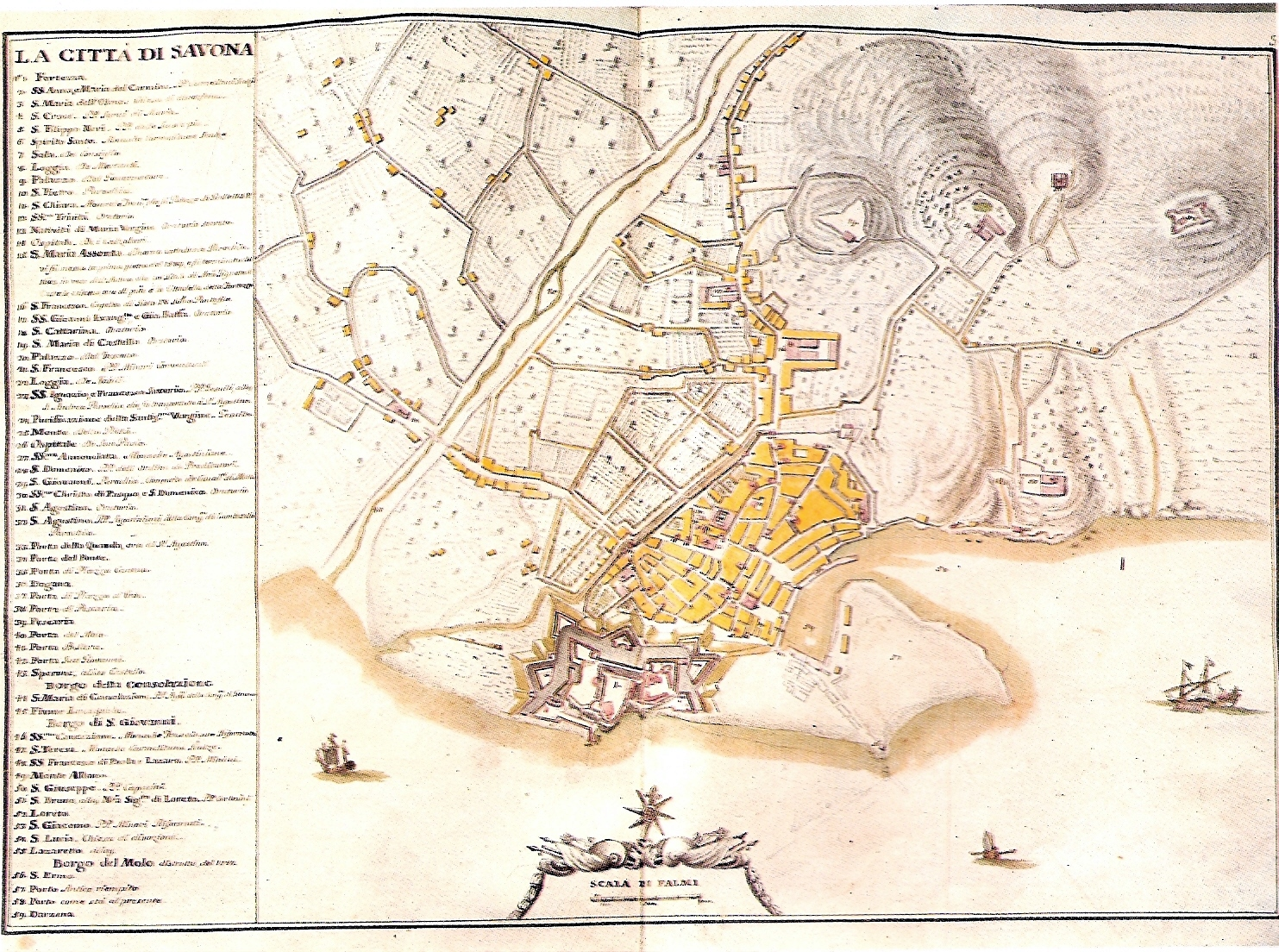
La mappa di Savona con il forte di Priamar - Matteo Vinzoni -

Il fulcro delle difese a ponente erano i bastioni di Porto Maurizio, non ancora completati, che dominavano un vasto orizzonte di mare in modo da coordinare le difese, per una difesa mobile.
Altro settore importante a ponente erano le fortificazioni costiere di Vado e Savona, la prima difesa da Forte San Lorenzo, e la seconda difesa dalla cittadella fortificata eretta sul promontorio del Priamar, che nonostante i difetti del sito su cui era costruita, era un importante centro difensivo per il ponente.
Analizzando invece fortificazioni a levante, si capisce come la città della Spezia, e il Golfo Paradiso avessero un ruolo primario.
La difesa della Spezia era incentrata sul seicentesco Forte di Santa Maria, comunque non in grado di difendere interamente l'imbocco del porto, ma nonostante lo sforzo di aggiornare e riparare le fortificazioni sparse lungo le 140 miglia di litorale, in proporzione tutte le difese costiere lontane erano presidiate da un numero quasi sempre troppo esiguo di uomini e dotate di pezzi d'artiglieria obsoleti e insufficienti, con portata media di circa 7–800 m, inutile contro i moderni vascelli da guerra.

### Interventi sulla difesa costiera
È evidente come la Repubblica, incentrasse il suo interesse massimo sulla difesa del Golfo antistante la Capitale.
Per anni, si edificarono e si attuarono fortificazioni di poco conto, sempre attenti alle spese militari a causa della crisi economica che attanagliava la Repubblica di Genova, è in questo clima di incertezze che si andava a delineare quel clima di scontro tra le potenze europee, che sarebbe sfociato nella Guerra di successione austriaca nel 1743.
Genova a cui non interessava lo scontro, fu trascinata però in guerra a fianco di Spagna e Francia contro le pretese inglesi e austriache, che appoggiavano il Piemonte, alleato austriaco, con mire a Finale per uno sbocco al mare in territorio ligure.
Conscia dell'inadeguatezza delle sue fortificazioni, Genova, affidò l'incarico di completare la difesa della città ai marescialli francesi De Villers ed Escher, e agli ingegneri Pierre De Cotte e Jacques De Sicre.
I due si misero subito al lavoro, e individuarono i punti e i forti da ampliare o modificare e da costruire ex novo; i loro sforzi furono soprattutto verso i forti interni, ma non tralasciarono anche interventi sulla difesa costiera.
Nel 1746 furono preventivati lavori per la costruzione di tre nuove batterie lungo la spiaggia di Albaro, e nel 1747 fu costruita una batteria a semicerchio a Boccadasse.
A Portofino, fu predisposta una nuova batteria a fior d'acqua, sul capo avanzato della chiusura dell'imboccatura del porto, mentre il De Sicre si prodigò per la costruzione di una batteria a difesa di Sturla e Vernazzola.

### ...dopo la guerra di Successione

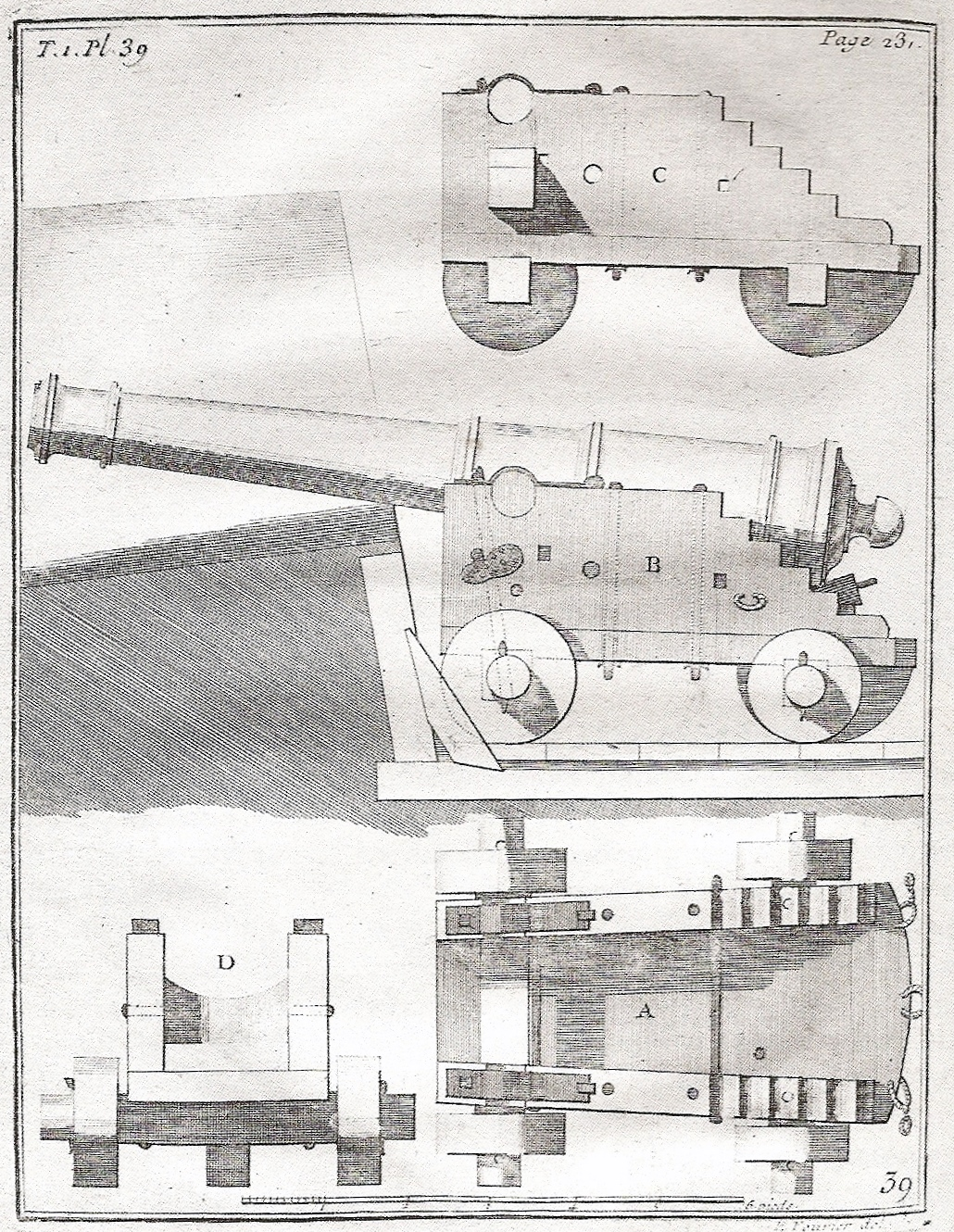
Cannone con affusto da marina, generalmente usato per la difesa costiera

Il 15 giugno 1748, furono firmate le clausole per la cessazione delle ostilità, in cui Genova mantenne i suoi possedimenti e non crollò di fronte agli assalti nemici.
Come prima cosa il de Sicre esortò a finire le opere iniziate durante quegli ultimi anni, per una futura adeguata difesa della città, soprattutto i forti Santa Tecla, Diamante, Quezzi e Menegu, i trinceramenti di Sturla (che andavano fino al Diamante), e le batterie di San Nazaro e Celso.
Nonostante il suo impegno però, i lavori sui quattro forti furono interrotti, e nel 1753 lo stato di salute dell'ingegnere fece decidere di cercare un sostituto per il De Sicre.
Dal 1755 fu assunto Antoine Frédéric Flobert, poi sostituito pochi anni dopo da Michele Codeviola, che si mise subito all'opera per rinforzare le difese del porto di Genova.
Il Codeviola presentò il progetto di una batteria galleggiante, lungo tutta la lunghezza del porto da utilizzare in caso di assedio.
Ma le spese preventivate erano troppo alte, e il doge Marcello Durazzo suggerì l'ipotesi di riuso di un pontone, su cui il Codeviola si mise subito al lavoro: con l'uso di due mezzegalere ai lati, e un pontone in mezzo, si sarebbe costruita una più economica batteria galleggiante, ma la proposta fu abbandonata, e il giovane Codeviola messo da parte.
Per poi tornare alla ribalta nella capitale, dopo alcune pubblicazioni, e soprattutto per l'esperienza acquisita in Francia e Spagna, il Codeviola fu nominato, nel 1756, Quartier Mastro Maggiore della Repubblica genovese, dove svolse compiti importanti, e riorganizzò la difesa della città.
Nei nove anni successivi, Codeviola, assieme all'ingegnere De Cotte, mise in evidenza i lavori da compiersi sulle Fronti Basse sul Bisagno, fu Direttore della Scuola di Architettura dell'Accademia Ligustica, e continuò nella sua infinita opera di riparazione e ampliamento delle fortificazioni della capitale.
Ma l'impegno massimo del Codeviola, si ebbe sulle opere del fronte marittimo della Capitale, a partire dal 1770, si prodigò per ristrutturare tutte le batterie costiere, da quelle di San Benigno e della Lanterna, a quelle di San Giuliano ad Albaro.
Dal 1779 nuovi venti di guerra turbavano il Mediterraneo, i franco-spagnoli, assediavano Gibilterra, e per Genova era sempre più difficile mantenere le distanze. Come al solito il fronte marittimo fu al centro dell'attenzione, che nonostante le ristrutturazioni, presentava pezzi risalenti a trent'anni prima, e uno squilibrio, in quanto il Molo Vecchio era maggiormente armato che il Molo Nuovo, vicino alla Lanterna, e un punto debole sarebbe stato pericoloso in vista di un assedio via mare.
Per risolvere i problemi, progettò la realizzazione di quattro nuove batterie tra la foce del Bisagno e Boccadasse, e la creazione a difesa del Molo Nuovo, di una batteria a fior d'acqua, da disporre tra il promontorio della Lanterna e il Molo Nuovo.
Ma la guerra non ci fu, e negli anni successivi si ebbe un periodo di pace in Europa, e Genova mise da parte l'urgenza delle armi, per concentrarsi su altri problemi, di origine sociale ed economica, che da tempo attanagliavano la Capitale.

### Il Golfo tra fine Settecento inizio Ottocento
Negli anni successivi fu un susseguirsi di realizzazione di strade, moli, abitazioni residenziali e non, e Genova viveva in un clima sereno, nonostante nel 1789 in Francia, si delineava uno degli avvenimenti più importanti di sempre, la Rivoluzione francese, che investì anche la Repubblica negli anni a seguire.
Fra il 1793 e il 1794 le flotte anglo-spagnole imperversavano nei mari, cercando di respingere le ondate rivoluzionarie francesi, con Genova che ancora una volta tentava di mantenere uno stato di neutralità, nonostante consentisse al naviglio francese di sostare sotto la protezione delle batterie genovesi.

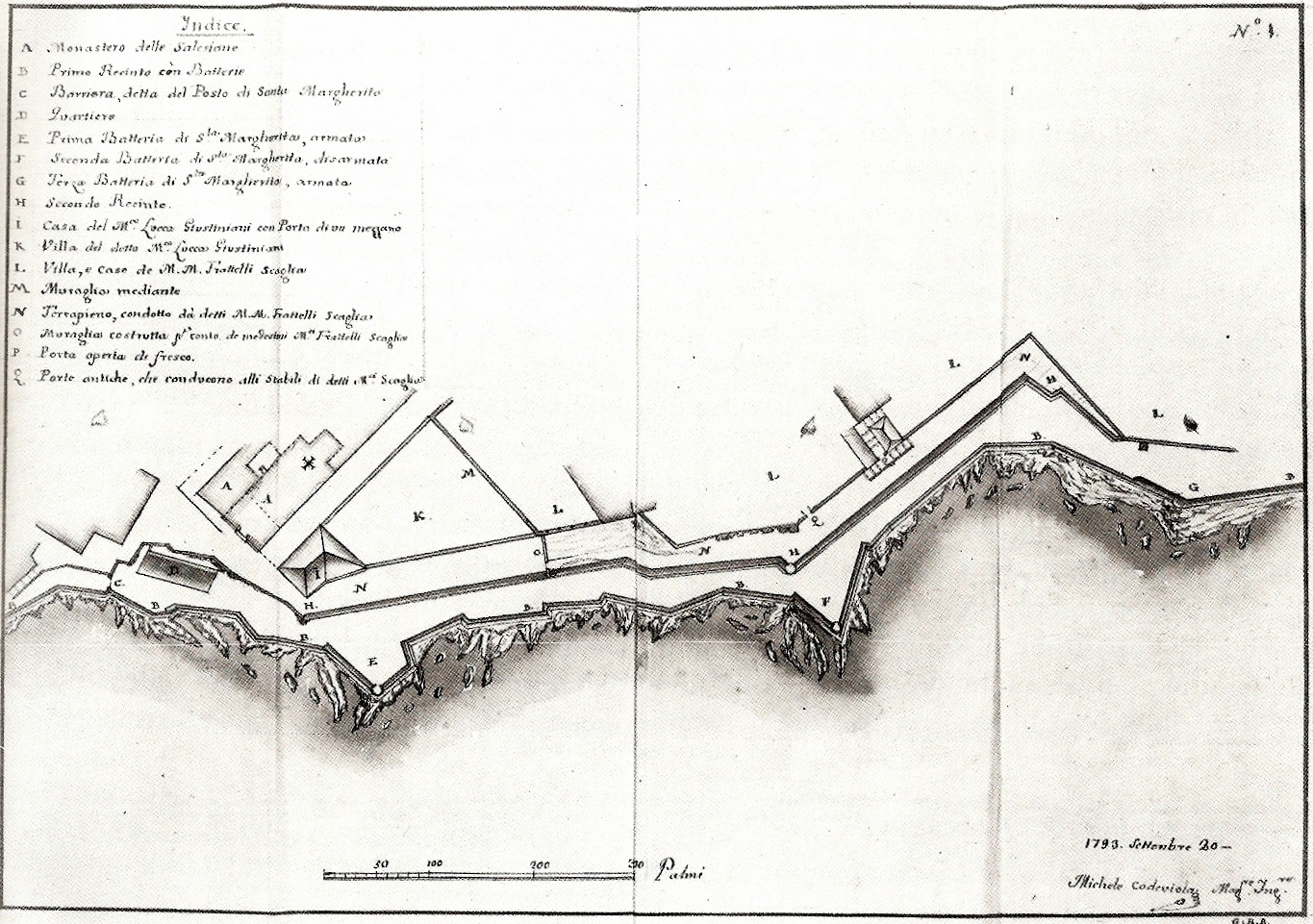
Le Mura della Marina in corrispondenza delle batterie di Santa Margherita (1793).

In questo contesto furono nuovamente verificate le difese costiere, che necessitavano di rinforzi con nuovi pezzi d'artiglieria, e nuove batterie intorno alla Lanterna.
Furono prese in considerazione diverse soluzioni, nuove batterie a fior d'acqua, batterie sopraelevate, batterie galleggianti, le idee discordavano, e alla fine dopo lunghe diatribe, solo nel 1799 fu approvata la costruzione di nuove barche cannoniere armate, per una difesa mobile del porto, che non poteva più contare sull'assistenza delle artiglierie costiere, troppo deboli con poca gittata.

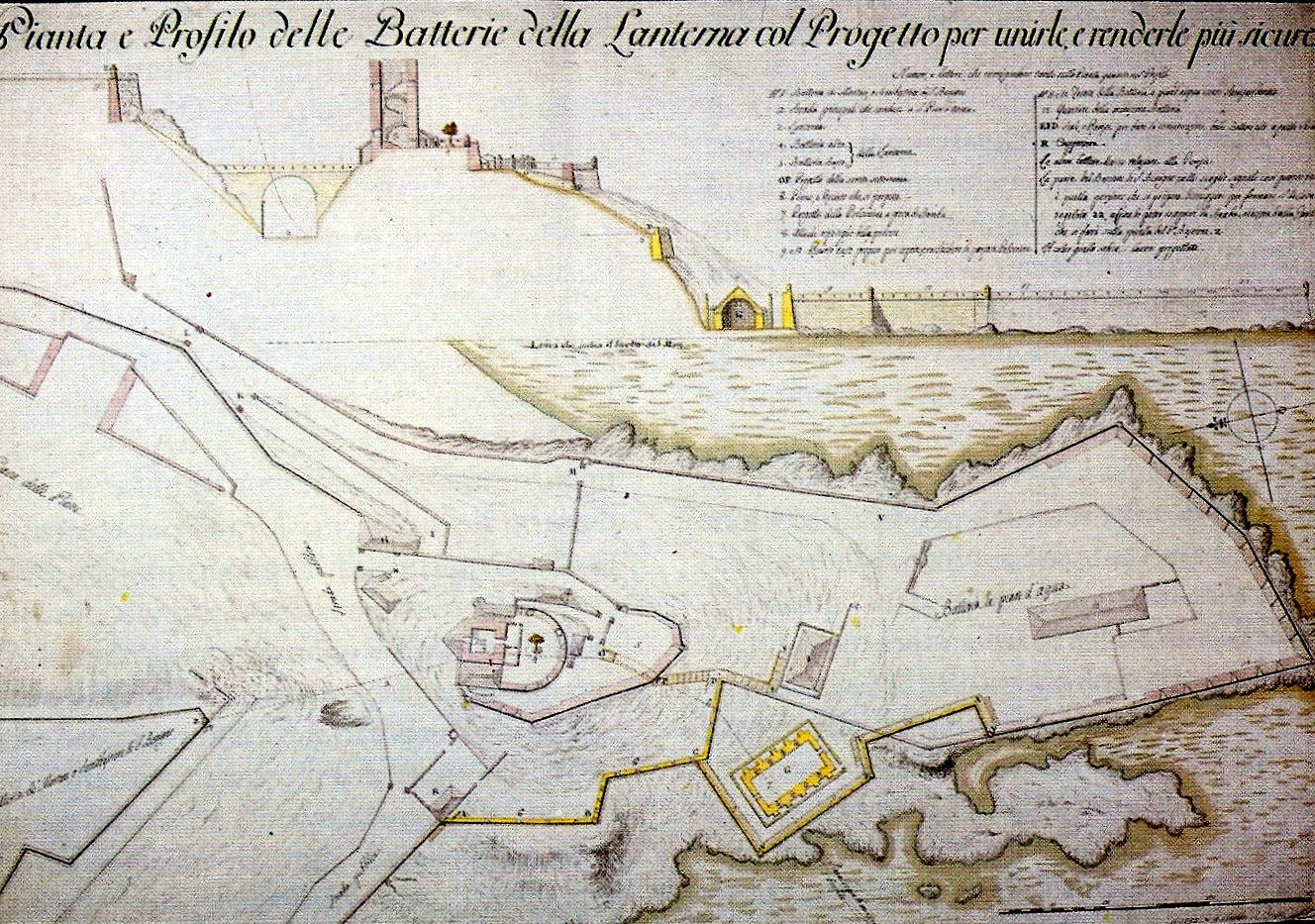
Pianta e profilo della batteria della Lanterna, su progetto di G.Brusco, 1792 circa.

Ma l'amico francese era ormai pronto a voltare le spalle alla Repubblica di Genova, che vedeva minacciati i suoi possedimenti a ponente, dove le truppe francesi si erano spinte fino a Mentone. Intanto i possedimenti genovesi in Corsica erano minacciati dagli inglesi, e a nord incombeva la minaccia di un assedio austro-piemontese, così il Doge Gio Batta Grimaldi, decise di utilizzare le nuove scoperte sulle fortificazioni, invece di ammassare cannoni e batterie come fino ad allora gli ingegneri militari avevano proposto.
Così furono modificate le batterie costiere di San Bernardo e San Giacomo, fu deciso di casamattarle, munirle di feritoie, bocche di aerazione e quindi proteggerle dai tiri nemici. Ma la paura era anche diretta verso uno sbarco, che le mura del 1630 non potevano più affrontare. Le proposte si susseguivano, ma non furono mai migliorate, l'impegno fu invece rivolto alla costruzione di ridotte, torri, e bastioni fuori le mura, che fungendo da difesa avanzata, avrebbero impedito ai nemici di avvicinarsi alle mura.
Intanto il 7 giugno 1797 fu proclamata la Repubblica Ligure, e nonostante la protezione dell'alleato francese, si apportarono diversi miglioramenti alle fortificazioni nelle riviere lontane dalla Capitale.

#### Il dominio francese
Ma la breve stagione della Repubblica Ligure, e del dominio francese (1801-1814) nel 1805, si avviava già rapidamente verso la sua fine; schiacciata dalle difficoltà economiche e politiche, prudentemente cercava la via migliore per unirsi alla Francia. Capendo l'importanza strategica della città, i francesi si adoperarono non poco per renderla impenetrabile, sia via terra che via mare.
Tra il 1806 e il 1814 grande attenzione fu rivolta alle fortificazioni costiere, migliorata e perfezionata con l'aggiunta di edifici e di opere, ma nonostante tutto invariata nel numero e nella distribuzione, anzi, nel 1809 quattro batterie, tra Boccadasse e San Giuliano furono soppresse.

#### ...e quello Sabaudo
Con la caduta di Napoleone, la città e i forti esistenti furono occupati dalle truppe coalizzate inglesi comandate dal generale William Bentinck, che il 26 aprile costituì un governo provvisorio.
Al Congresso di Vienna avvenne la decisione di annettere la Liguria al Regno di Sardegna, che avviò un pesante lavoro di rimodernamento delle settecentesche opere fortificate della piazza di Genova, e la costruzione di nuove.
Gli interventi del Corpo Reale del Genio Sardo furono innovativi, tecnicamente ed esteticamente; massiccio fu l'impiego del mattone, nello stile piemontese, i forti costruiti furono "vivacizzati" dalla presenza di feritoie, casematte, e postazioni di fucileria, quasi assenti nei vecchi e solidi forti in pietra settecenteschi.

### Dallo Stato Unitario alla Grande Guerra

La batteria del Vagno fotografata ad inizio Novecento

Nel 1849 moti popolari contro il governo piemontese, iniziarono a scuotere gli animi, repressi col sangue dal generale Alfonso La Marmora, e nel 1861 si ebbe la nascita del Regno d'Italia
Quando si costituì il Regno, il neonato Stato ereditò alcune opere fortificate costiere già erette dal regno di Sardegna lungo la costa ligure e dal Regno delle due Sicilie a difesa dei porti più importanti.
Tutte queste difese erano comunque deboli e obsolete e necessitavano di nuovi interventi. La Francia era allora una nazione amica; la presa di Roma e il mancato intervento italiano a fianco della Francia durante la guerra franco-prussiana, fecero però deteriorare i rapporti politici tra le due nazioni.
L'Italia era isolata, la Francia era un pericolo e l'Austria minacciosa, furono avviati studi per fortificare il confine con la Francia e le località costiere più importanti, furono quindi previsti 97 siti fortificati in tutto il paese.
Tra il 1871 e il 1880 furono stanziati 66,6 milioni di lire per le fortificazioni del paese e più di 31 milioni per le artiglierie necessarie ad armarle.
Le Alpi occidentali erano uno degli obiettivi principali dei lavori di fortificazione, assieme alle Piazze marittime di Genova e La Spezia fino a quando nel 1878 iniziarono anche i lavori di fortificazione della capitale Roma.
Sul piano politico, nel 1882 fu stipulata la Triplice Alleanza, con Germania e Austria-Ungheria, che tolse l'Italia dall'isolamento politico nel quale si trovava e mutò drasticamente lo scenario militare europeo, consentendo inoltre all'Italia sospendere i costosi lavori di fortificazione della costa Adriatica.
Il pericolo più consistente erano i possibili attacchi da parte francese alle coste liguri: furono quindi progettati nuovi sbarramenti lungo i collegamenti tra Genova e la Liguria, e l'interno del nord Italia.
Gli studi difensivi continuavano, e titolo sperimentale il Golfo di Genova fu armato con batterie corazzate armate con pezzi da 400 mm Krupp sull'Isola di Palmaria con il nome di Torre Umberto I.
Il progetto dovette però scontrarsi con le difficoltà economica nazionali, il prototipo non ebbe seguito, e l'impegno maggiore quindi fu verso l'adozione di nuovi pezzi moderni sempre però lasciati in piazzole scoperte.
Finita la Repubblica e l'indipendenza, Genova nel 1861 divenne parte del nuovo stato italiano, e dopo il periodo ottocentesco di pace, la città con la sua crescita economica, e la sua importanza strategica nel mediterraneo, si trovò al centro di numerosi fatti d'arma durante i sanguinosi conflitti che l'Italia si trovò ad affrontare nella prima metà del Novecento.
La tecnica e l'industria progredirono velocemente, e di pari passo le tecniche e gli armamenti militari, sempre più numerosi e distruttivi. L'Italia dovette correre ai ripari, installando nuove strutture fortificate a difesa delle coste e delle città italiane, tra cui l'importante polo industriale rappresentato da Genova e il suo porto.
La seconda metà dell'Ottocento fu un periodo di grandi innovazioni tecnologiche anche in ambito militare, i nuovi grossi calibri sempre più distruttivi, fecero progettare fortificazioni sempre più grandi, e impenetrabili, in grado di ospitare pezzi d'artiglieria di varie dimensioni. Le nuove tecniche costruttive si adattavano sempre più abilmente ai rilievi presenti in praticamente tutti i poli marittimi importanti, le opere erano per lo più prive di protezione contro tiri diretti, erano per lo più opere posizionate in postazioni in barbetta, dotate di fosso per la difesa ravvicinata, ma sempre alla mercé dei tiri avversari.
Soltanto le batterie destinate a effettuare tiri d'infilata a protezione delle imboccature dei porti furono dotate di casematte, non corazzate.
La città di Genova, dal canto suo, fu letteralmente "armata", con batterie, treni armati, pontoni armati e batterie contraerea che resero la città una specie di fortezza.
Mentre via terra, Genova era quasi impenetrabile, così non si poteva dire del fronte marittimo, fronte formato da 28 baluardi interrotti solamente dalle calate e dai ponti portuali. Questo era quindi il punto debole della città, che in molti punti, dove le mure erano basse, avrebbero consentito anche uno sbarco nemico.
Genova a fine Ottocento era difesa da 11 batterie sul fronte a mare. La principale era costruita alla base della Lanterna ed era armata con cannoni da 320 mm, ma nella piazza di Genova erano presenti ancora molte batterie costruite anni addietro, ancora funzionanti e presidiate, come la batteria della Cava, o quella della Strega, oppure costruite all'interno di forti preesistenti, come San Martino e San Giuliano. Nel ponente cittadino poi furono costruiti tre nuovi forti, forte Monte Guano, forte Croce e forte Casale Erzelli con altrettante batterie che battevano il litorale di ponente e alcuni quartieri della val Polcevera, come Borzoli e Fegino. Nel 1900 poi furono avviati nuovi studi per rafforzare le difese costiere del paese con nuovi pezzi d'artiglieria, a integrazione degli obici da 280 mm esistenti e nel 1906 l'Ispettore generale d'artiglieria invitò le principali case costruttrici a proporre i loro nuovi prodotti.

## La difesa del Golfo nel Novecento

Esercitazione alla Batteria San Simone nel 1902

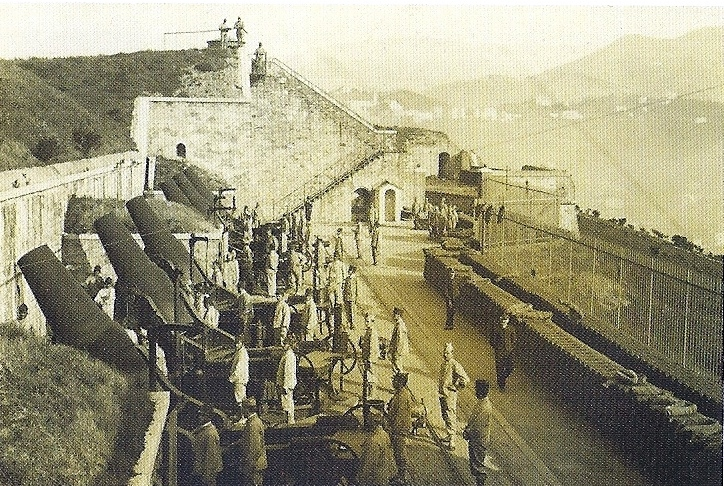
Gli imponenti obici della Batteria Inferiore di Belvedere, a inizio Novecento

La grande evoluzione tecnica e industriale nelle artiglierie, fece sorgere non pochi problemi nella difesa delle coste e dei porti nel XX secolo, le fortificazioni ottocentesche erano diventate inutili tecnicamente e strategicamente.
I grossi calibri montati sulle navi da guerra, e il gran numero di queste navi nelle flotte europee, modificarono i metodi costruttivi delle fortificazioni fisse lungo le coste, le quali furono poi integrate nei punti strategici da difese mobili quali treni armati.
Per difendere alcuni tratti del litorale adriatico contro attacchi di sorpresa della flotta austriaca la Regia Marina istituì nel 1915 i primi treni armati. Nel corso del primo conflitto mondiale furono realizzati dodici treni armati della Regia Marina.
Ormai le fortificazioni non ebbero più valore militare e divennero del Demanio Pubblico, e insieme alle Mura persero definitivamente importanza strategica tra la fine dell'Ottocento e gli inizi del Novecento.
La crescita dell'aviazione dopo il primo conflitto mondiale poi, diede un ennesimo impulso all'evoluzione dei metodi costruttivi delle fortificazioni terrestri, che ora diventavano anche obbiettivo di pesanti bombardamenti aerei. Così iniziarono a essere costruite piazzole protette anche sulla sommità da grossi spessori di cemento armato, cupole corazzate, oppure direttamente scavate nella roccia o sottoterra e nelle opere più ardite addirittura a scomparsa.

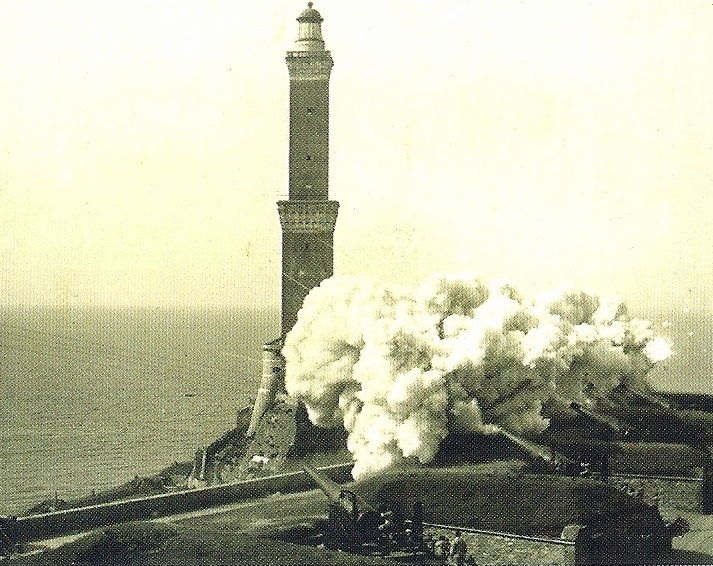
La batteria di San Benigno durante un'esercitazione

### Prima guerra mondiale
Nel 1915 l'Italia entrò in guerra contro l'Austria-Ungheria, nazione dotata di una consistente flotta che minacciava le coste adriatiche della penisola italiana.
All'epoca in difesa della costa della città di Genova, erano presenti batterie ottocentesche quali, la batteria di forte Belvedere, le piccole batterie inserite all'interno di forte San Giuliano e forte San Martino, la batteria di San Benigno vicino alla Lenterna, la batteria di San Simone, quella di Granarolo, la Angeli, e quella del Vagno.
In quel periodo, la difesa costiera ligure fu notevolmente indebolita, la Fortezza Costiera di Genova fu privata da molti pezzi d'artiglieria inviati a Taranto e a Brindisi città più minacciate, essendo alla portata della flotta austriaca, che a causa del blocco di Otranto si era trovata a operare nella limitata area del Mar Adriatico.
In compenso cominciano a crescere le incursioni dei sommergibili degli Imperi centrali nei porti e ai danni del naviglio italiano.
Per combattere questa piaga, nascono i Punti di Rifugio (P.R.), ossia tratti di costa difesi dalle batterie terrestri in cui le navi amiche potevano transitare o sostare. La Liguria in questo senso rappresentava una linea praticamente ininterrotta, a difesa del traffico navale e delle linee ferroviarie costiere, che dopo Caporetto furono indispensabili per il transito dei rinforzi anglo-francesi verso il fronte.
Genova fu nodo vitale di questa linea di difesa, e la sua piazza fu una delle più armate anche se con pezzi spesso obsoleti e di medio calibro, comunque utili in alcuni casi, a costringere sottomarini assalitori a ritirarsi.
Nonostante le precauzioni, al largo del breve tratto di litorale antistante Genova, furono affondati in poco tempo due piroscafi da trasporto, tra cui l'americano Washington, di ottomila tonnellate di stazza, carico di locomotive, vagoni ferroviari e materie prime destinate all'industria bellica italiana, affondato il 3 maggio 1917 al largo di Camogli.

### Il periodo tra le due guerre
Dopo la prima guerra mondiale, nel Mediterraneo si costituì un condominio anglo-franco-italiano e la difesa delle coste venne a basarsi più sull'efficienza della flotta navale che su quella delle batterie costiere.
La Regia Aeronautica italiana inoltre, era una forza di tutto rispetto con basi situate su tutto il continente e sulle isole, che consentivano un controllo e un eventuale appoggio a possibili incursioni nemiche. Nonostante tutto, furono approvati e attuati alcuni progetti per aggiornare le batterie costiere lungo tutta la penisola, dato che la maggior parte delle opere edificate durante la prima guerra mondiale, pur essendo in molti casi ancora attuali dal punto di vista tecnico, si trovava in zone ormai strategicamente di secondo piano. Il 14 gennaio 1921 lo stato maggiore del Regio Esercito, e quello della Regia Marina, individuarono quindici aree industriali e demografiche da proteggere dalle offese da mare:
- Savona-Vado
- Sestri-Genova
- Livorno
- Elba-Piombino
- Pozzuoli-Napoli-Castellammare di Stabia

- Cagliari
- Palermo
- Siracusa-Augusta
- Brindisi-Bari-Barletta
- Ancona-Rimini

- Monfalcone
- Trieste
- Fiume
- Zara
- Tripoli, Bengasi o Tobruk

Bersagliere di vedetta lungo la costa di Genova affiancato da una torretta interrata di Renault FT

Genova prima della guerra fu dotata del monitore Faà di Bruno e del Pontone armato GM-269 armati rispettivamente con pezzi binati da 381/40 (prelevati da uno stock destinato alle dreadnought della classe Caracciolo) e due cannoni da 190/39, più alcuni da pezzi antiaerei da 76/40 Mod. 1916 R.M..
Negli anni trenta fu costruita la batteria costiera Mameli, dismesse altre batterie (come San Benigno e degli Angeli, che furono demolite), per la costruzione di nuove situate in punti migliori in base alle esigenze delle nuove tecniche militari.
La situazione difensiva della piazza di Genova, era completata oltre che dal Pontone Armato, anche da alcune batterie mobili su vagoni ferroviari. A Genova furono adottati quattro treni con funzione anti-nave e antiaerea, ogni treno comprendeva quattro pezzi ciascuno da 120/45:
- T.A. 120/1/S con IV - 120/45 e 2 mitr. da 13,2 mm
- T.A. 120/2/S con IV - 120/45 e 2 mitr. da 13,2 mm
- T.A. 120/3/S con IV - 120/45 e 2 mitr. da 13,2 mm
- T.A. 120/4/S con IV - 120/45 e 2 mitr. da 13,2 mm

### Seconda guerra mondiale

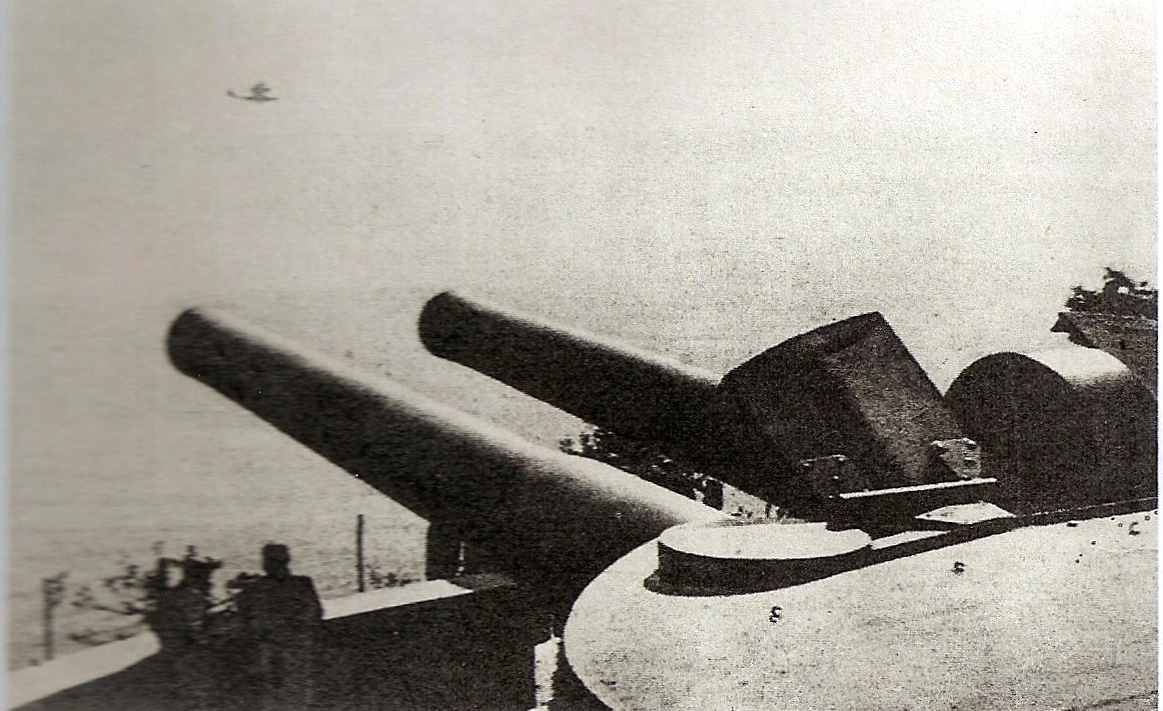
Immagine di propaganda sulla difesa del golfo di Genova.

Il 10 giugno 1940 l'Italia dichiara guerra a Francia e Gran Bretagna, e le prime azioni offensive contro la penisola coinvolsero proprio il Golfo di Genova, con i bombardamenti navali di Genova e Savona appena quattro giorni dopo la dichiarazione di guerra, da una flotta francese.
La batteria Mameli, i pontoni armati e i treni armati, furono inefficaci contro l'offensiva navale francese e il 9 febbraio 1941, si ebbe una nuova azione nemica quando la Forza H, squadra navale inglese comandata dall'ammiraglio James Somerville composta dall'incrociatore da battaglia Renown, dalla nave da battaglia Malaya, dall'incrociatore leggero Sheffield, da sette cacciatorpediniere, e dalla portaerei Ark Royal, attaccarono il capoluogo ligure.
Alle 8.14 di mattina le navi da 19 km aprono furiosamente il fuoco sulla città, migliaia di colpi centrano l'abitato; e a causa della foschia, ma soprattutto per l'inefficienza dei calibri, la batteria costiera Mameli, il Treno armato nº5 di stanza a Voltri e i due pontoni del porto rispondono senza causare alcun effetto.
L'insufficienza delle difese costiere parve palese, e il Regio Esercito corse ai ripari avviando la costruzione di tre nuove batterie costiere, la batteria Monte Moro, la batteria di Arenzano e la batteria di Punta Chiappa a Portofino, situate in posizioni elevate e in grado di coprire tutto lo specchio di mare antistante la città.
Tutte e tre furono munite con pezzi da 152/40, e inoltre le batterie di Monte Moro a di Arenzano, anche con gli enormi pezzi navali da 381 mm su torre binata, che però non ebbero mai l'opportunità di entrare in azione in quanto Genova non fu più attaccata con azioni via mare, ma solo da bombardamenti aerei, che però erano fronteggiati dalle - comunque insufficiente - batterie antiaeree posizionate tutt'intorno al capoluogo.
L'8 settembre 1943, l'Italia firmò l'Armistizio di Cassibile, e iniziò l'occupazione tedesca dell'Italia, coadiuvata dalla RSI, quindi furono occupate tutte le opere e anche le batterie genovesi passarono in mano tedesca, molte furono modificate e munite dei caratteristici gusci di cemento armato.
Genova comunque non fu più teatro di incursioni navali, l'unico fatto d'armi significativo che coinvolse una batteria, fu quando il 28 aprile 1945 la Divisione Buffalo liberò il caposaldo di Monte Moro che si ostinava a non arrendersi nonostante la città fosse già stata liberata.

#### Dopoguerra

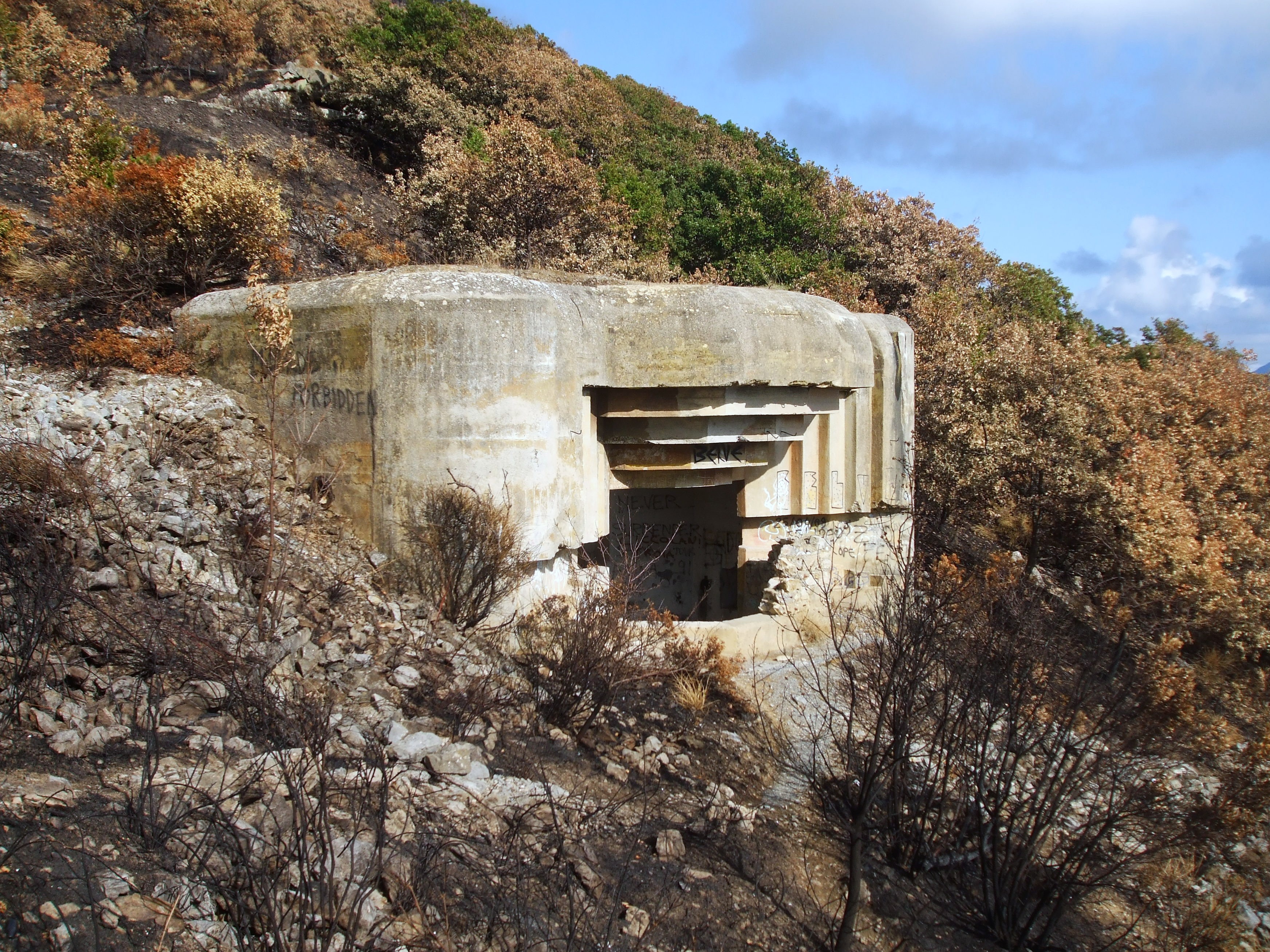
Bunker a Monte Moro.

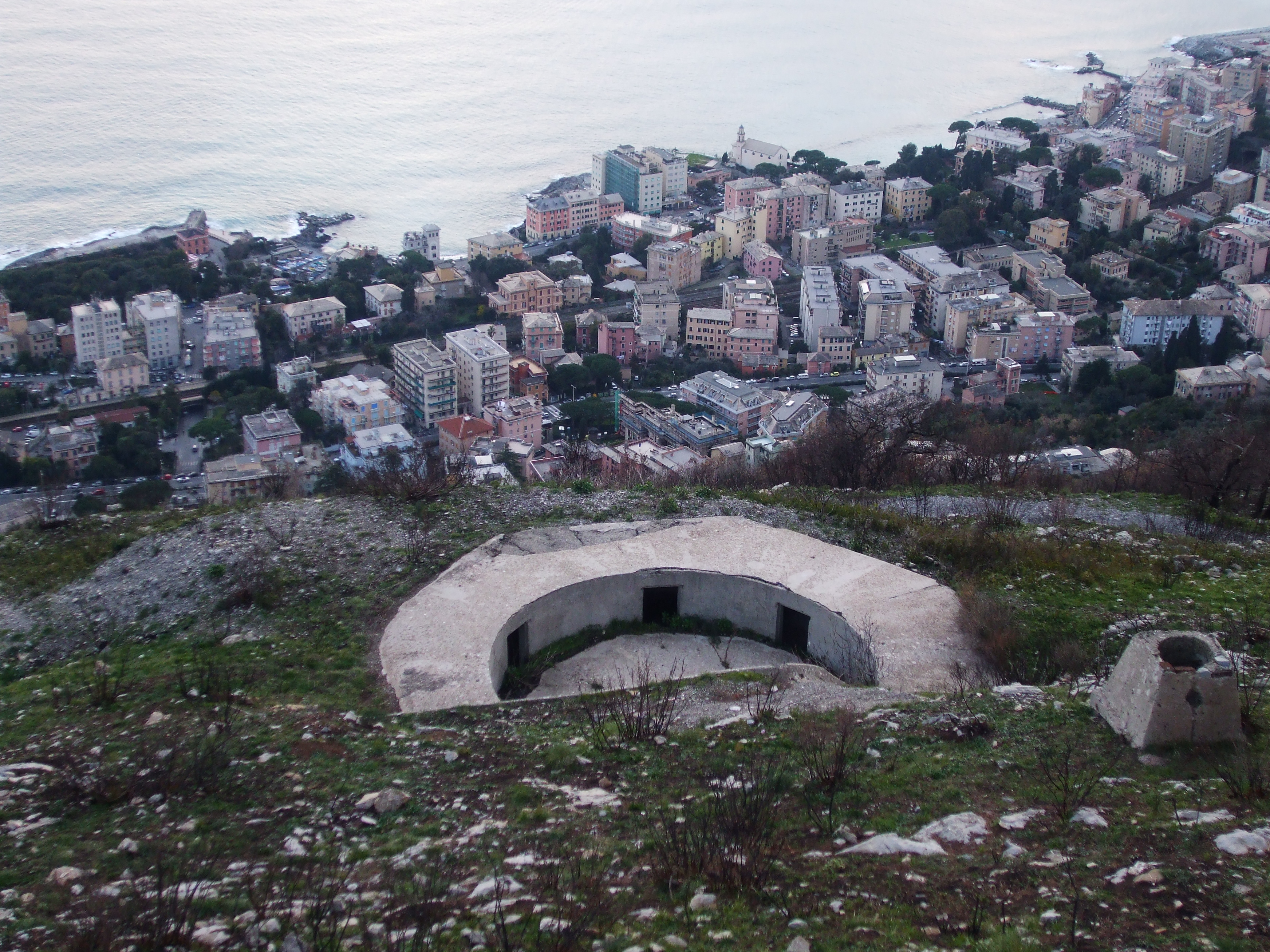
Piazzola per affusto da 152 della batteria di Monte Moro, sopra l'abitato di Quinto al mare.

Dopo la guerra, praticamente tutte le opere costiere furono abbandonate e lasciate al degrado del tempo, solo alcune piazzole della Batteria di Arenzano furono riconvertite ad uso civile, diventando le piscine di un albergo. Oggi la Batteria Mameli è sede di un parco cittadino dedicato ai caduti di Nassiryia e sede del Coordinamento Ligure Studi Militari (C.L.S.M. ) che mantiene anche un museo situato nell'ex deposito cariche della batteria, mentre le altre batterie di Monte Moro e Portofino sono ancora visitabili con le dovute precauzioni, in quanto non in perfetto stato di conservazione.

## La situazione odierna
Dopo la seconda guerra mondiale, non si ebbe più la necessità di costruire o rimodernare le difese costiere della città, anzi, molte di esse furono sacrificate già dalla fine dell'Ottocento nello sviluppo urbanistico della città.
Le vestigia delle difese costiere ancora presenti, sono soprattutto risalenti al secondo conflitto mondiale pochi sono i resti delle batterie o delle fortezze precedenti.
Oggi a Sturla, Boccadasse, alla Foce o a San Benigno non vi sono più i resti dell'ingegno costruttivo militare della Repubblica, la più recente Batteria San Giuliano oggi non è più a picco sul mare, e dopo i dovuti interventi ora è sede del Comando Provinciale dei Carabinieri, dell'ottocentesca Batteria del Vagno, non rimane che qualche tratto di mura, e il faro costruito negli anni trenta del Novecento; il tutto inglobato in un complesso turistico.
La batteria di San Benigno e le relative caserme furono demolite anch'esse negli anni trenta, per collegare la città a Sampierdarena, nel progetto della Grande Genova voluta dal fascismo.
In definitiva, delle testimonianze difensive costiere non rimane più molto, lo studio delle difese è soprattutto basato su fonti archivistiche, soprattutto per quelle anteriori all'Ottocento, mentre per quelle successive, il lavoro archivistico a volte può essere associato alla visita materiale dei siti, anche se troppo spesso lasciati all'incuria e al tempo, senza la dovuta manutenzione e riqualificazione, che lasciano le vestigia dei tempi che furono in un indecoroso stato di pressoché totale abbandono.